# عظاءة المروج
عظاءة المروج (الاسم العلمي:†Agrosaurus) هي جنس منقرض من الديناصورات أشباه عظائيات الأرجل تتبع فصيلة عظايا سنخية الأسنان.